# Szmirnai agora
A szmirnai agora a mai Izmir elődjét lakó ókori görögök, majd rómaiak életének központi helye volt. Az agora adott helyet a város adminisztrációjának, igazságszolgáltatásának, valamint a kereskedelem centruma volt.

## Története
Az agorát az időszámítás előtti 4. században építették a szmirnai görögök, majd a rómaiak, Marcus Aurelius császár uralkodása alatt, a 178-as földrengést követően felújították. Az egykor többszintes agora ma látható formáját az 1932-ben – Selahattin Kantar helyi múzeumigazgató és Rudolf Naumann német építész által – kezdett régészeti ásatások során nyerte el, amikor a területet megtisztították és a romokat restaurálták. A feltárási munkák 1941-ig tartottak.
A munkák során feltárták a föld alá épített, egykor fedett széles folyosókat. A kőoszlopok és a rajtuk nyugvó kőboltívek jelentős része fennmaradt, és ma is áll, akárcsak a Faustina-kapu. A földfelszín alatti területen megtalálhatók az agora egykori két bazilikájának helyiségei és ciszternái. Az agorát egykor vízzel ellátó forrás ma is működik. A felszín felett jól láthatók az egykori városközpont épületének nyomai, a teraszt szegélyező korintoszi oszlopsor több darabja a helyén van. A területen megtekinthető számos szarkofág, szoborrészlet, oszlop- és építménytöredék, valamint egy régi muzulmán temető is.

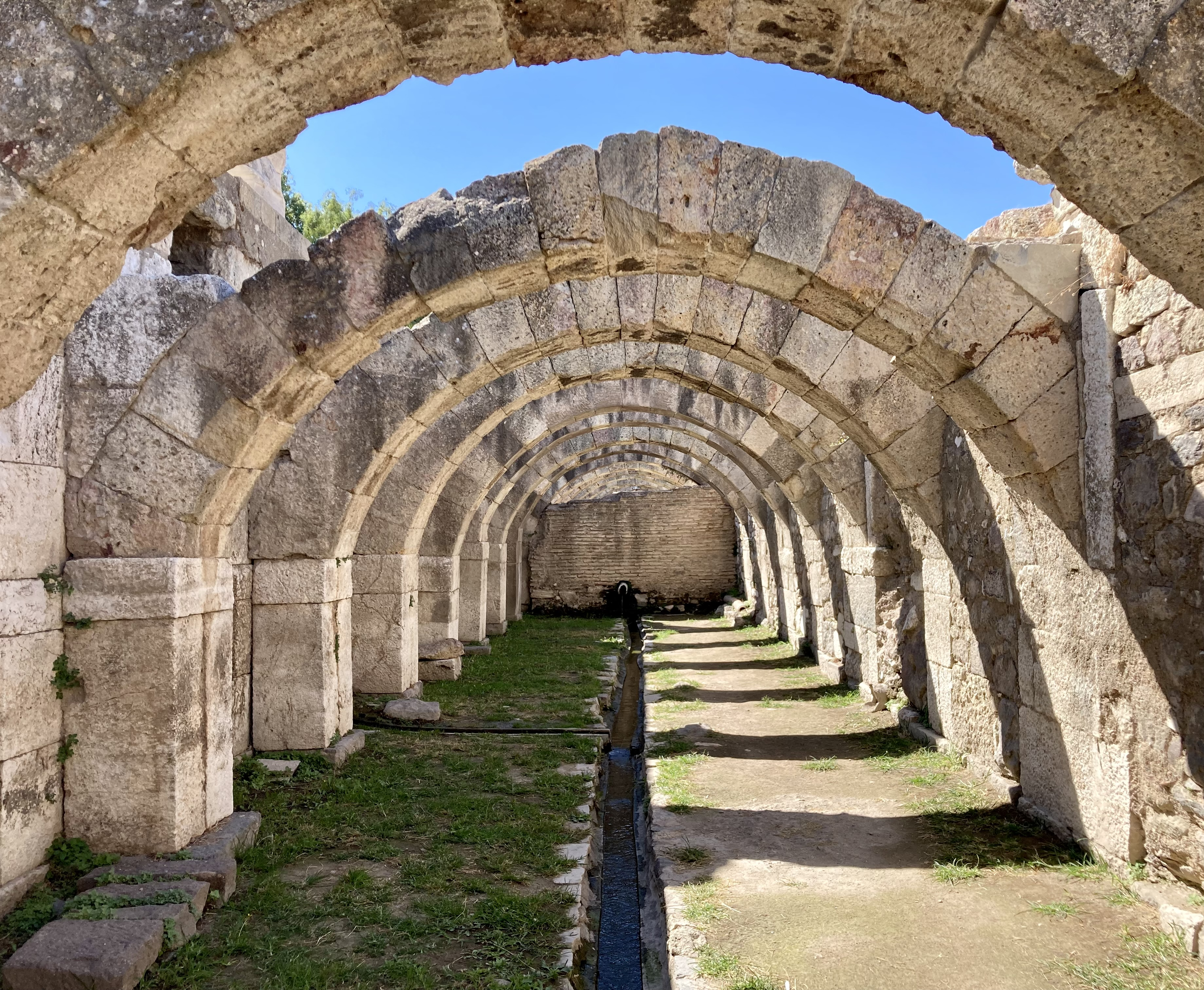
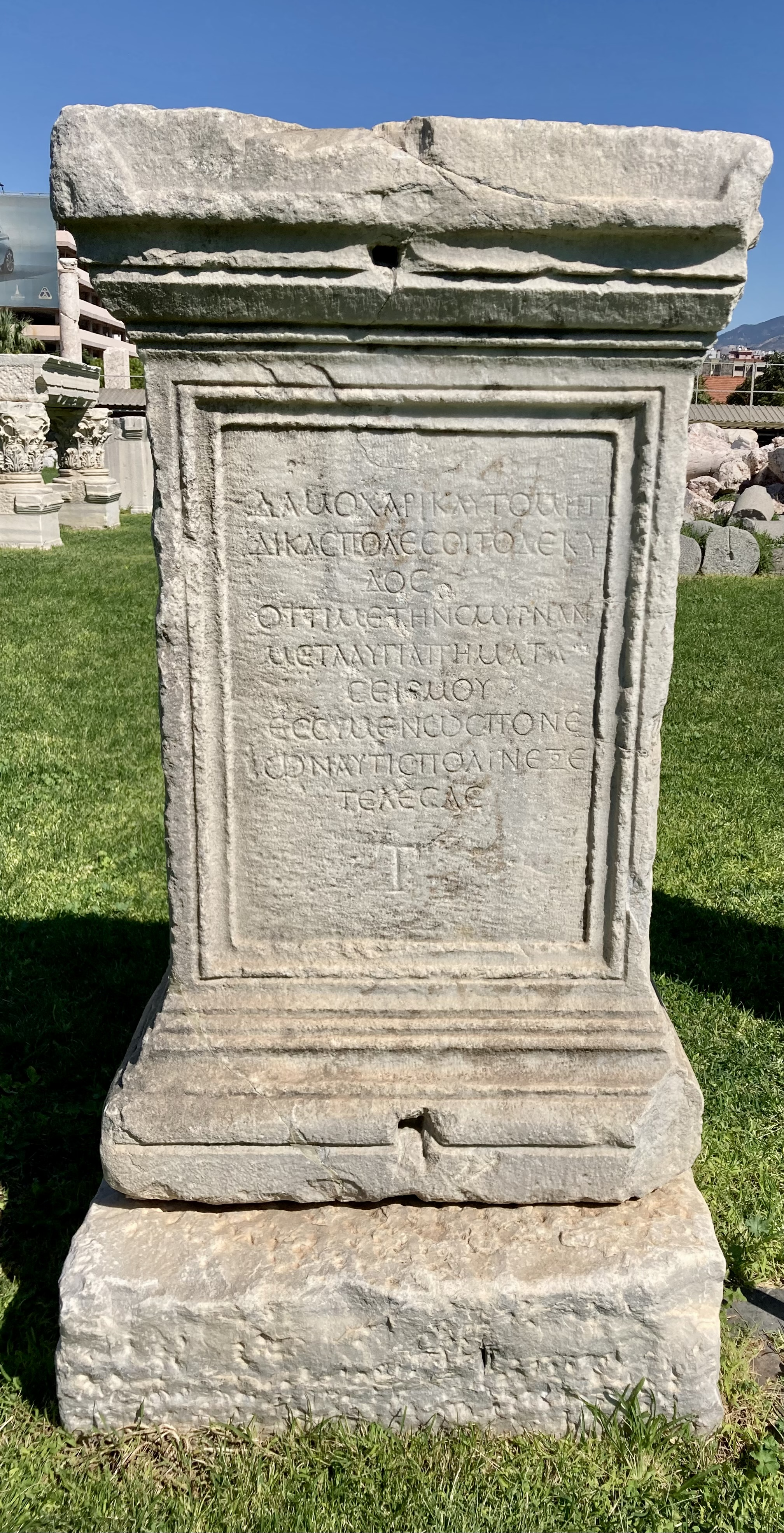
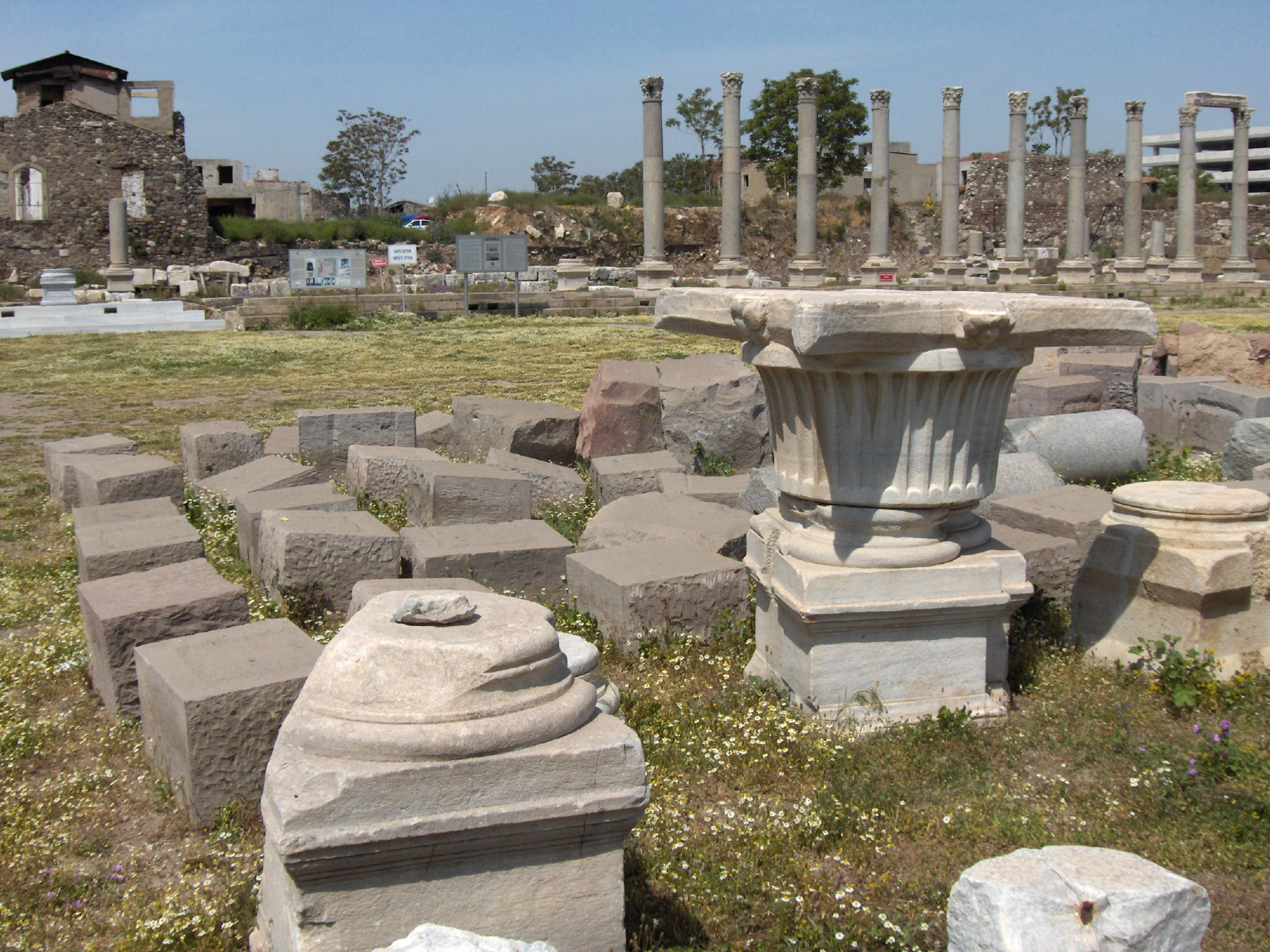
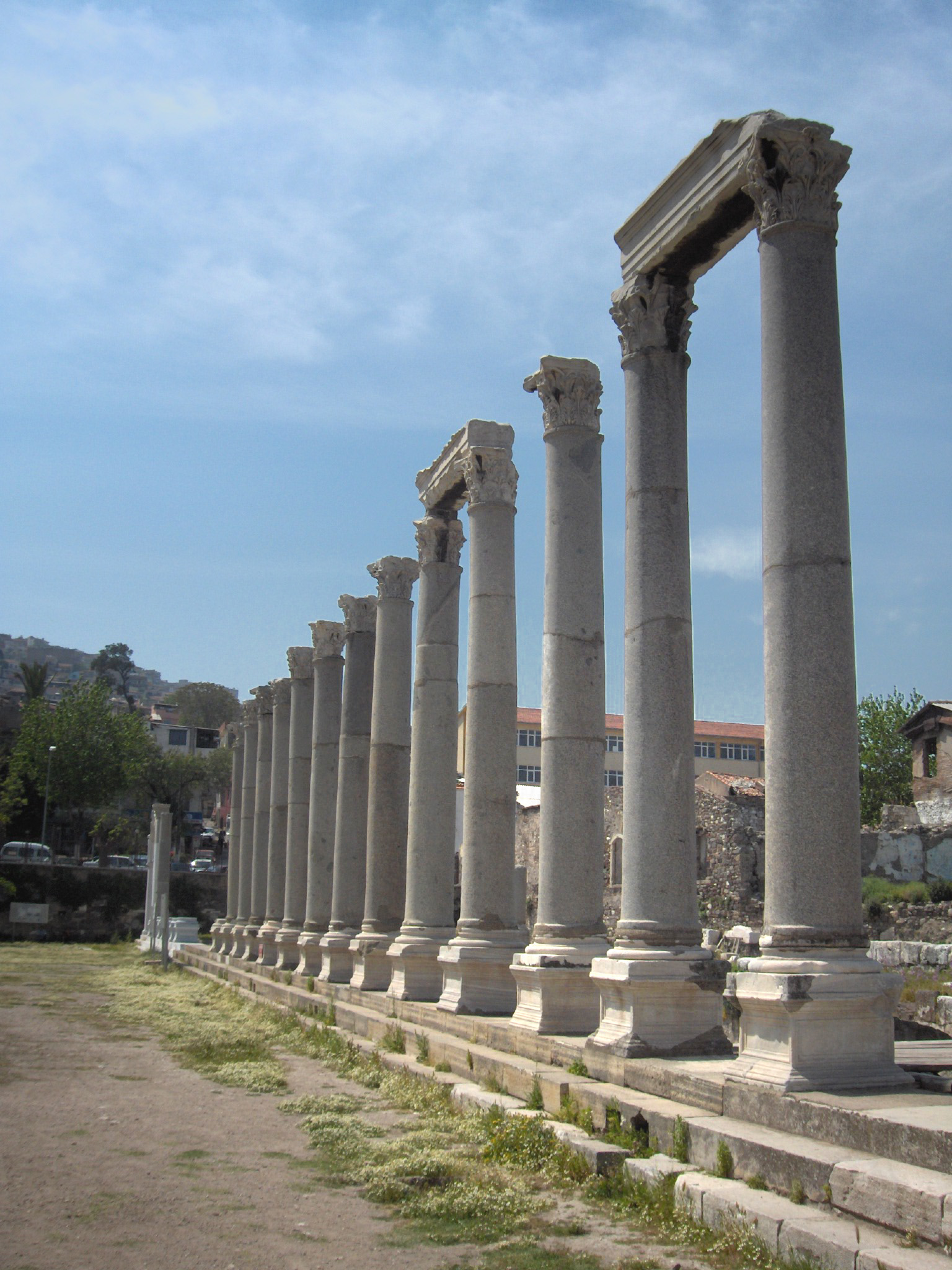
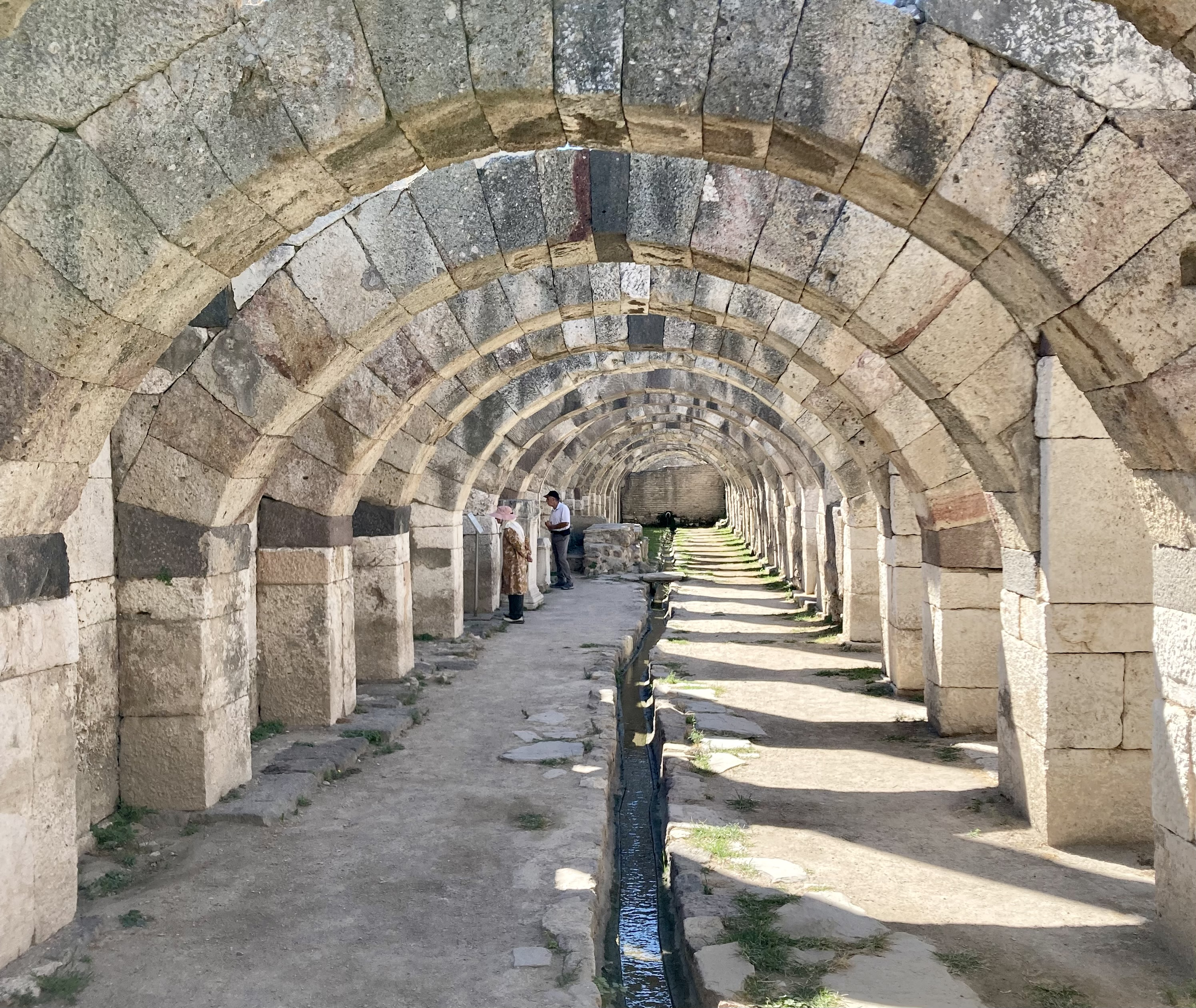